# Bizarre (1751)
Pour les articles homonymes, voir Bizarre.
Le Bizarre est un vaisseau de ligne français de deux-ponts portant 64 canons, construit par J.L. Coulomb à Brest en 1749-1750, et lancé en 1751. Il est mis en chantier pendant la vague de construction qui sépare la fin de guerre de Succession d'Autriche (1748) du début de la guerre de Sept Ans (1755). Le Bizarre est intensément utilisé pendant la guerre de Sept Ans et d'Indépendance américaine. Il est perdu par naufrage en 1782.

## Caractéristiques générales
Le Bizarre est un bâtiment moyennement artillé mis sur cale selon les normes définies dans les années 1730-1740 par les constructeurs français pour obtenir un bon rapport coût/manœuvrabilité/armement afin de pouvoir tenir tête à la marine anglaise qui dispose de beaucoup plus de navires. Il fait partie de la catégorie de vaisseaux dite de « 64 canons » dont le premier exemplaire a été lancé en 1735 et qui sera suivi par plusieurs dizaines d’autres jusqu’à la fin des années 1770, époque où ils seront définitivement surclassés par les « 74 canons. »
Sa coque est en chêne, son gréement en pin, ses voiles et cordages en chanvre. Il est moins puissant que les vaisseaux de 74 canons car outre qu'il emporte moins d'artillerie, celle-ci est aussi pour partie de plus faible calibre, soit vingt-six canons de 24 livres sur sa première batterie percée à treize sabords, vingt-huit canons de 12 sur sa deuxième batterie percée à quatorze et dix canons de 6 sur ses gaillards. Cette artillerie correspond à l’armement habituel des 64 canons. Elle est en fer, chaque canon disposant en réserve d’à peu près 50 à 60 boulets, sans compter les boulets ramés et les grappes de mitraille.
Pour nourrir les centaines d’hommes qui compose son équipage, c’est aussi un gros transporteur qui doit, selon les normes du temps, avoir pour deux à trois mois d'autonomie en eau douce et cinq à six mois pour la nourriture. C'est ainsi qu'il embarque des dizaines de tonnes d’eau, de vin, d’huile, de vinaigre, de farine, de biscuit, de fromage, de viande et de poisson salé, de fruits et de légumes secs, de condiments, de fromage, et même du bétail sur pied destiné à être abattu au fur et à mesure de la campagne.

## Sa carrière pendant la guerre de Sept Ans (1755-1763)

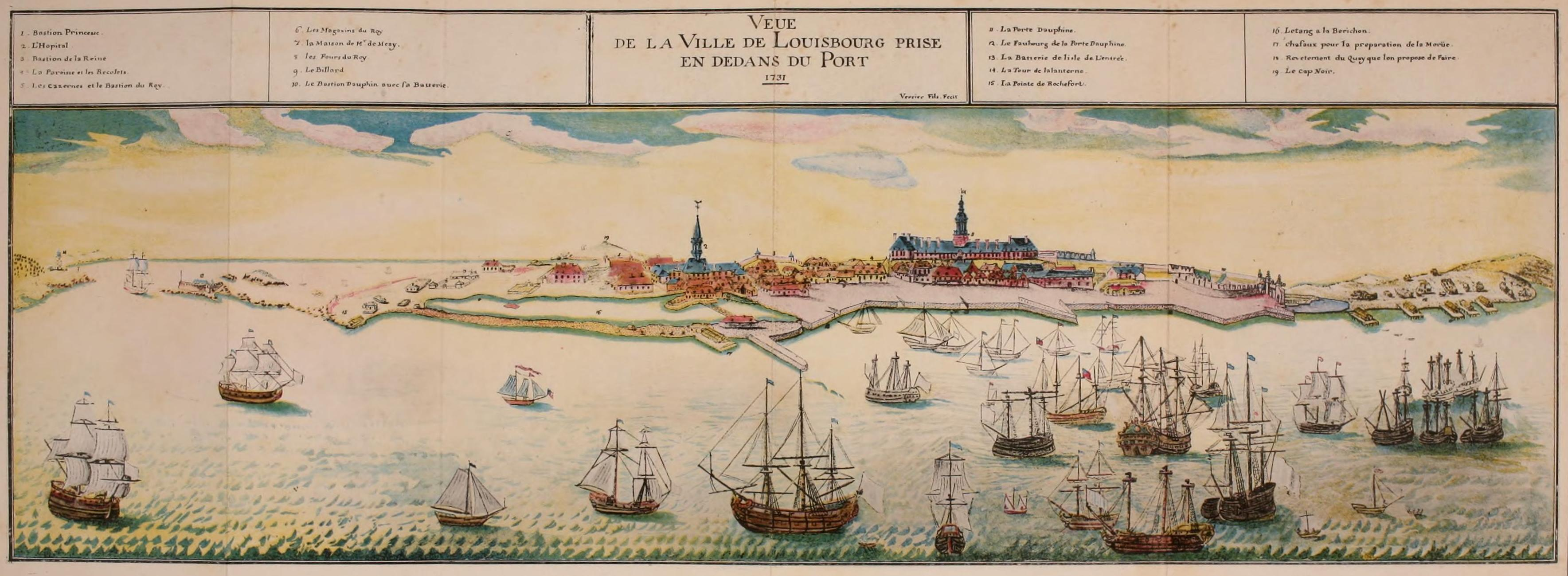
Le port de Louisbourg. Le Bizarre participe par trois fois à sa défense entre 1755 et 1758.

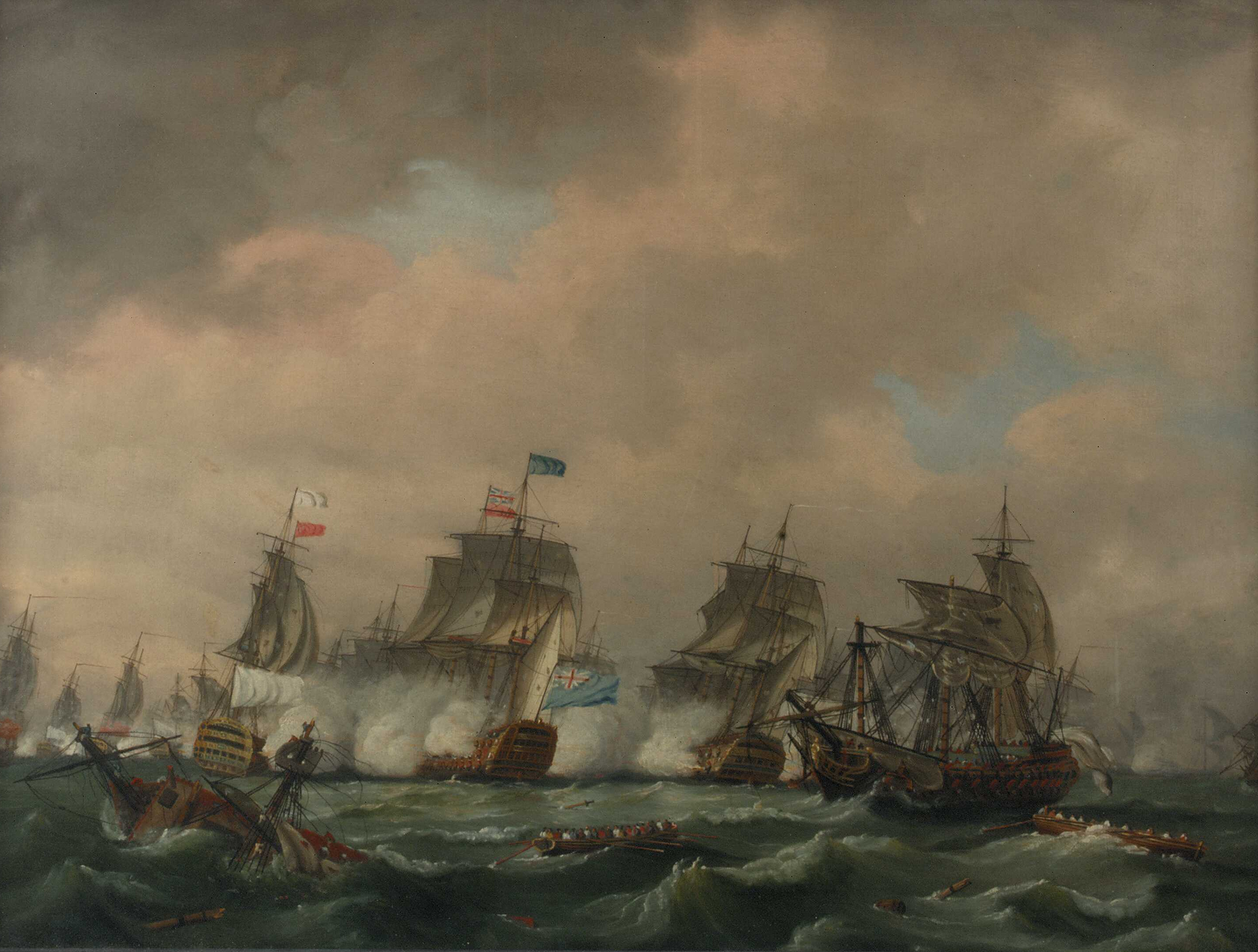
La bataille des Cardinaux en 1759. Le Bizarre ne s'y illustre pas et fait partie des vaisseaux qui prennent la fuite le lendemain du combat.

En 1755, le Bizarre est commandé par le capitaine Antoine Alexis Perier de Salvert lorsqu'il est intégré à l'escadre de Dubois de La Motte. Cette force compte 18 voiles : 3 vaisseaux de ligne, 11 vaisseaux de ligne armés en flûte et 4 frégates. Sa mission est de convoyer 3 000 hommes de troupe à destination du Canada, lesquels sont embarqués pour l'essentiel sur les 11 vaisseaux réduits en flûte. Le Bizarre fait partie des 11 transporteurs de l'escadre, mission qu'il accomplit sans encombre, malgré la tentative d'interception anglaise.
En 1757, le Bizarre passe sous le commandement du capitaine De Montalais. Il est affecté à l’escadre de  onze voiles du lieutenant général Dubois de La Motte qui part de Brest le 3 mai pour aller défendre Louisbourg. Cette force arrive à bon port le 19 juin, formant ainsi, avec deux autres divisions arrivées séparément, une l'imposante concentration navale qui met la place à l’abri des tentatives anglaises. Jugeant sa position très solide, Dubois de la Motte détache le Bizarre et le Célèbre pour Québec avec les 2e et 3e bataillons du régiment de Berry. Les deux navires rentrent ensuite directement vers la France.
En 1758, le Bizarre repart une troisième fois pour la défense de Louisbourg. Sous le commandement du capitaine De Breugnon, il intègre la division du marquis Des Gouttes et de Beaussier de l’Isle qui se rassemble dans le port (6 vaisseaux, 5 frégates). Le 2 juin, arrive devant Louisbourg l’imposante escadre de Boscawen chargée d’attaquer le port. Le Bizarre est le seul navire qui reçoit l’autorisation de quitter la place avant que le blocus anglais ne devienne infranchissable. Il part le 8 juin pour Québec annoncer la nouvelle du débarquement, échappant ainsi à la destruction ou à la capture, contrairement aux autres bâtiments. Il rejoint à Québec la division de Duchaffault qui n’a pu entrer dans Louisbourg à cause du siège. Lorsque celle-ci rentre en France, le 18 septembre, le Bizarre part avec elle puis s’en sépare quelques jours après. Le 9 octobre, à la nuit tombante, il prend en chasse la frégate anglaise Winchelsea et s'en empare facilement car elle souffre d’une avarie de mâture. Comme le Bizarre a beaucoup de malades et plus guère de vivres, de Breugnon décide d’incendier sa prise après l’avoir évacuée. Mais pendant le transbordement de l’équipage, le vent se lève, la mer devient grosse et le Winchelsea disparait la nuit suivante, enlevant 2 officiers et 44 matelots français. Le Bizarre termine son périple en accostant à Lorient.
En 1759, le Bizarre stationne à Brest où se rassemble l'escadre du maréchal de Conflans en vue d'une grande opération de débarquement en Angleterre (21 vaisseaux). Le 20 novembre, il participe, sous les ordres du prince de Rohan-Montbazon à la désastreuse bataille des Cardinaux. Bien que présent dans l'arrière-garde, il est peu engagé dans l'affrontement alors que c'est cette partie du corps de bataille français qui subit les coups les plus durs. Le lendemain du combat, il fait partie du groupe de 7 vaisseaux qui s'enfuit vers l'île d'Aix puis Rochefort. Il jette à l'eau une partie de son armement pour pouvoir remonter la Charente jusqu'à Rochefort. Ce port étant soumis à partir de cette date à un blocus anglais très solide, le Bizarre y reste bloqué jusqu'à la fin du conflit en 1763.

## Sa carrière pendant la guerre d'Indépendance américaine (1778-1783)

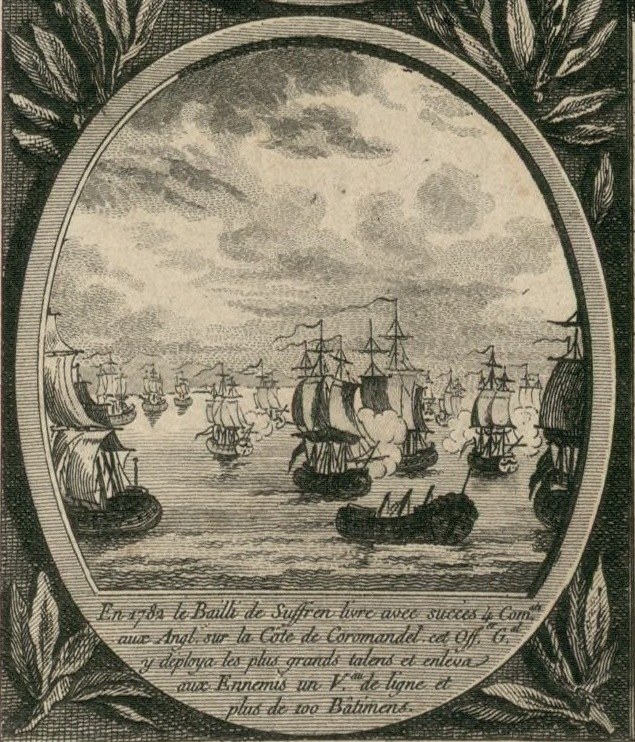
Combat naval dans l'Océan Indien en 1782. Le Bizarre participe à de nombreux engagements mais sans s'y distinguer et finit par s'échouer.

Pendant la guerre d’indépendance américaine, il est envoyé en renfort dans l’océan Indien dans la petite division de 
Thomas d’Orves (1779). Peu active, elle ne fait qu'une croisière dans les eaux indiennes en 1781. Le Bizarre, comme le reste de la division, passe alors le plus clair de son temps stationné à l’île de France.
En 1782, il est intégré à l’escadre de Suffren qui part attaquer les Anglais en Indes. Il participe aux différentes batailles contre les forces de Hughes, mais sans s’illustrer. À Sadras (17 février), il fait partie de l'arrière-garde, mais il n'est pas engagé dans le combat. À Provédien (12 avril), il est chargé de doubler la ligne anglaise sur l’arrière, mais il n’y parvient pas car c’est le vaisseau le plus lent de l’escadre. À Négapatam (6 juillet), il fait toujours partie de l’arrière-garde, mais n’est pratiquement pas engagé. Il participe ensuite au débarquement permettant de s’emparer de la base de Trinquemalay sur l’île de Ceylan (août). À la bataille navale conduite devant le port contre les Anglais arrivés en renfort, il n’est pratiquement pas engagé non plus (3 septembre). Suffren, peu satisfait de la prestation du vaisseau, critique sévèrement son capitaine, Monsieur de La Landelle, qui démissionne (17 septembre).
Suffren, qui manque d’hommes compétents, nomme alors comme commandant du Bizarre un jeune officier de 32 ans, M. de Thérouet, qui s’était fait remarquer par sa vaillance lors des combats précédents. Mais le jeune homme, qui manque d’expérience, s’approche trop près du rivage sur la côte de Coromandel et le navire se trouve happé par la barre des brisants. Le Bizarre s’échoue le 4 octobre 1782 près de Gondelour et ne peut être dégagé. La houle le disloque peu à peu, mais Suffren réussit à sauver l’équipage et une partie de l’artillerie, la mâture, du matériel et des vivres au profit du reste de l’escadre. C'est le deuxième vaisseau français perdu par naufrage lors de cette campagne, l'Orient ayant subi le même sort sur la côte de Ceylan quelques semaines plus tôt. C'est aussi l'un des vingt vaisseaux de ligne perdus par la Marine royale lors de la guerre d’Indépendance américaine.